# Walo II. von Veckenstedt
Walo II. von Veckenstedt, der Jüngere (* um 1065; † 1126) war Herr von Veckenstedt.
Seine Eltern waren Walo I. von Veckenstedt und Frederun von Wipra.
Er heiratete Gisela von Ammensleben, eine Tochter des Dietrich II. von Ammensleben. Ihre Tochter ist Frederun von Veckenstedt.
Nach dem Tod des Pfalzgrafen Friedrich IV. im Juni 1125 verstieß er Gisela und heiratete die Witwe Agnes. 
Im folgenden Jahr, auf der Hochzeit des Werner II. von Veltheim (einem Enkel des Adalgot von Veltheim), der mit Gisela verwandt war, wurde er vom Bräutigam aus Rache erstochen.
Seine Tochter Frederun von Veckenstedt heiratete Bernhard II. von Wassel, den Vater von Konrad II. von Wassel.